# Hannelore Werner
Pour les articles homonymes, voir Werner.
Hannelore Werner (née le 17 janvier 1942 à Hürth-Hermülheim) est une pilote automobile allemande.

## Biographie
Enfant, à l'âge de quatre ans, Hannelore Werner arrive à Fürstenau immédiatement après la Seconde Guerre mondiale, ses parents ont dû fuir la Silésie. Jeune fille, à 15 ans, elle doit à nouveau quitter la ville. Son père trouve un emploi à Cologne.
Hannelore Werner est une prothésiste dentaire avant de se lancer dans le sport automobile professionnel au début des années 1960. Elle dispute ses premières courses dans des véhicules Auto Union. En 1962, elle conduit une Auto Union 1000 S dans l'Internationalen DKW Silberschildrennen sur le Nürburgring-Südschleife et termine cinquième de sa catégorie.
De 1963 à 1965 et de nouveau en 1968 et 1970, elle participe au championnat du monde des voitures de sport. Dans les premières années, elle conduit une DKW Junior, puis une Porsche 911 S et une Ford Capri. Elle a son meilleur résultat au championnat du monde avec Willy Zanders dans une Porsche 911 S lors des 1000 km de Spa en 1968. Tous deux terminent la course avec la 3e place au classement GT2.0 et la 15e place au général.
Dans le même temps, elle participe au Championnat d'Europe des voitures de tourisme. De 1964 à 1966, elle est en classe 2 ou 1re division avec une DKW F 11, en 1969 avec une Alpina-BMW 2002 et 1970 avec une Ford Capri 2300 GT comme pilote d'usine Ford en 3e division. Aux 4 Heures de Monza en 1970, elle termine deuxième avec Manfred Mohr.
L'un de leurs plus grands succès est la victoire au général en 1969 avec Rüdiger Faltz dans une Alpina-BMW 2002 TI lors du test d'endurance de 24 heures sur le Nürburgring, précurseur de la course des 24 Heures du Nürburgring. En 1970, elle sera la première femme à prendre part à cette course.
Hannelore Werner participe au Rallye de Monte-Carlo en 1970 et 1971 avec sa copilote Oda Dencker-Andersen dans une BMW 2002 TI. La première année, elle obtient la quatrième place dans la classe 2/3 et la 31e place au général. L'année suivante, elle remporte la compétition féminine et termine deuxième de la classe 2/5 et 17e au général.
À la fin des années 1960, elle se lance dans les courses de formule. Elle fait ses débuts en 1966 en Formule Vee 1300. À partir de 1970, elle pilote en Formule 2 et Formule 3 pour l'écurie Eifelland Racing de Günther Hennerici, avec qui elle est mariée de 1979 jusqu'à sa mort en 2000.
De 1970 à 1972, elle participe au Championnat d'Europe de Formule 2. La première année, elle conduit une March 702 (de) et les deux années suivantes une March 712M et une March 722. Son plus grand succès en Formule 2 est la deuxième place derrière Xavier Perrot au Grand Prix d'Allemagne AvD 1970, qui se déroula au Nürburgring au lieu du Hockenheimring.
Parallèlement à la Formule 2, elle participe à diverses courses de Formule 3 en Allemagne et en Europe. En 1970, elle conduit une March 703 (de) dans le championnat de France de Formule 3 et en 1971 dans le championnat de Grande-Bretagne de Formule 3. En 1971, elle participe au prix ADAC Formule 3 avec un March 713 (de) M. Après avoir remporté la course de l'aérodrome de Niederstetten, la deuxième place de la course de l'aérodrome de Markgräfler à Bremgarten et trois autres top dix, elle termine cinquième du championnat.
En 1973, elle quitte le sport automobile professionnel. Pendant quelques années, elle vit à Langenfeld et dirige un petit restaurant. Puis elle déménage à Boos, non loin du Nürburgring. Elle a deux fils et une fille.